# 中指

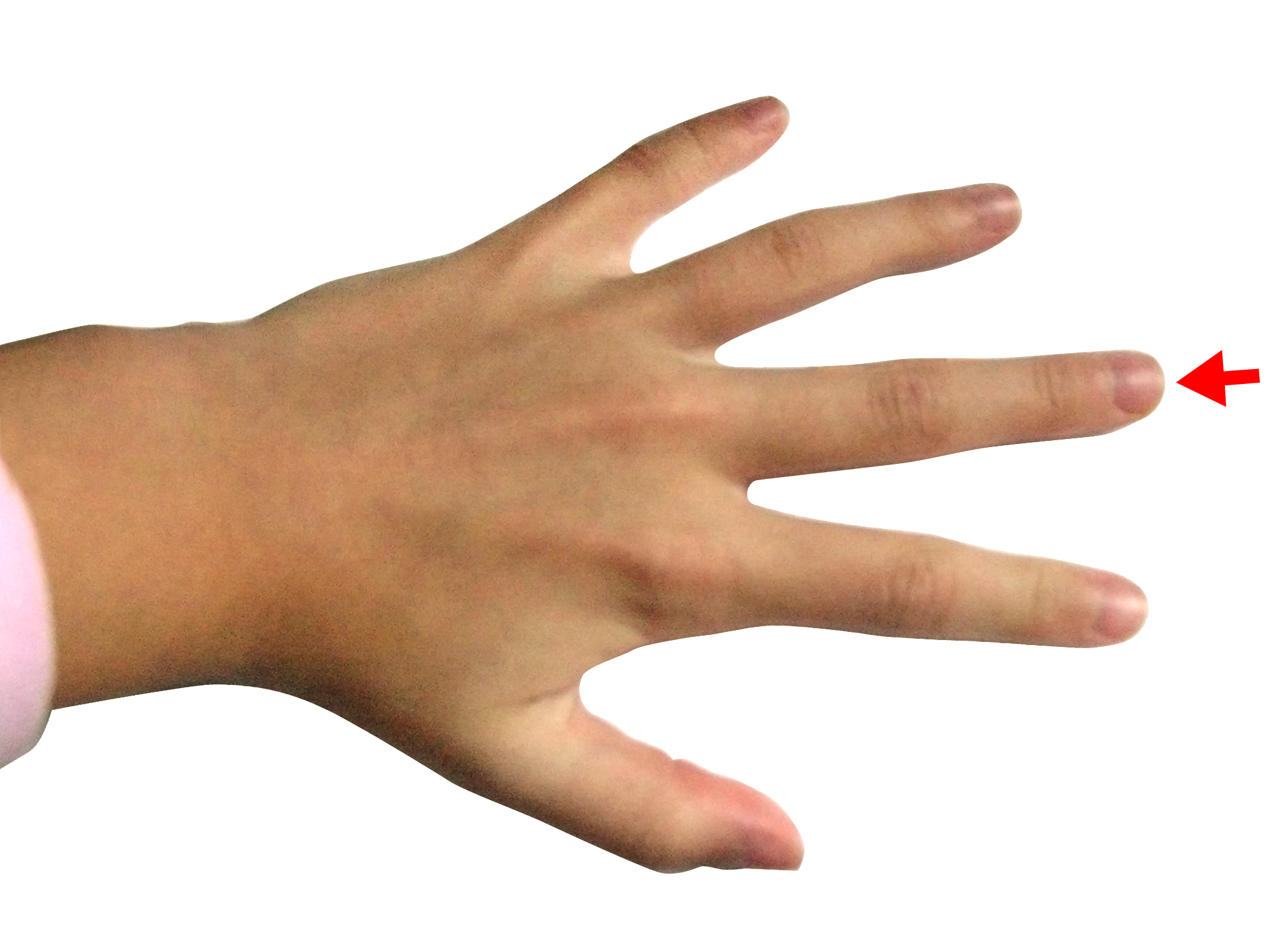
左手的中指

中指是人類手上的第三隻手指，也是五隻手指中最長的，位於食指與無名指之間。在世界不同地方（最普遍為西方）將中指豎起有粗口的不文象徵，示意侮辱他人；詳見舉中指。